# 6e Parachutistenregiment
Het Duitse 6e Parachutistenregiment (Duits: 6. Fallschirmjägerregiment) was een Duits luchtlandingsregiment tijdens de Tweede Wereldoorlog. Het regiment werd opgericht in de winter van 1942/1943.
Het regiment werd samen met de 2e Fallschirmjäger-Division in Nîmes, Zuid-Frankrijk, geformeerd uit troepen van het Luftwaffen-Feld-Bataillon 100 en de IV./Luftlande-Sturm-Regiment 1. Het regiment werd op verschillende manieren getraind en eind juni 1943 werd het regiment met Junkers 52 overgebracht naar Italië. In september werd het regiment, als onderdeel van de 2e Fallschirmjäger-Division, naar Rome getransporteerd en moest aldaar de Italiaanse troepen ontwapenen. Het tweede baltaljon van het regiment moest op 9 september vanuit Foggia naar Monterotondo vliegen. In Monterotondo was het hoofdkwartier van de Italiaanse strijdkrachten gevestigd. Daar aangekomen, moest het bataljon uit het vliegtuig springen en het hoofdkwartier innemen. Eind september 1943 werd het regiment zonder het tweede bataljon overgeplaatst naar Oekraïne. Aan het oostfront werd het ingezet als een normale infanterie eenheid. Er werd onder andere gevochten bij Kryvy Rih en Krementsjoek.
In januari 1944 werd het regiment terug naar Duitsland gehaald. Het kon in Duitsland enkele maanden uitrusten en worden versterkt. In april van datzelfde jaar werd het regiment overgebracht naar Bretagne en werd het toegevoegd aan de 91e Luchtlandingsdivisie. Aangekomen in Bretagne, werden ze al snel overgeplaatst naar Normandië. Daar kregen ze de taak om het stadje Carentan en haar omgeving te verdedigen. In de nacht van 6 juni 1944 landden, op de stellingen van het 6e Fallschirmjägerregiment, de Amerikaanse luchtlandingstroepen. Dit leidde tot hevige vuurgevechten tussen beide partijen en de Duitsers moesten zich terugtrekken tot in de stad. De situatie werd kritiek en ze moesten zich via Saint-Lô een weg terugvechten naar Caen. Toen het regiment daar aankwam bestond het nog uit slechts 60 manschappen. Deze groep mannen, onder leiding van Oberst Friedrich August von der Heydte, sprong op 17 december, tijdens het Ardennenoffensief, voor de laatste keer in de oorlog. Bij Monschau in de Eifel werd het regiment op dezelfde dag nog vernietigd.